# Tannenkrebs
Tannenkrebs ist ein Trivialname für den Rostpilz Melampsorella caryophyllacearum an Tannen. Infizierte Bäume bilden Hexenbesen aus, die als Wuchsanomalien an Ästen und Zweigen deutlich sichtbar sind. Wenn die Infektion auf den Hauptstamm übergreift, bildet sich eine klumpenförmige stammumfassende Verdickung, die von Jahr zu Jahr wächst, und die dann „Baumkrebs“ genannt wird, während man den Baum an sich als Rädertanne bezeichnet. „Krebs“ ist in der Phytopathologie nicht gleichbedeutend mit unkontrollierten Gewebewucherungen.

## Krankheitsverlauf
Der die Erkrankung verursachende Rostpilz zeigt einen obligaten Wirtswechsel. Während die Tannen als Haplontenwirt fungieren, dienen Nelkengewächse (Caryophyllaceae) wie beispielsweise Mieren und Hornkraut als Dikaryontenwirt, weshalb der Pilz den wissenschaftlichen Namen Melampsorella caryophyllacearum erhielt. Die Infektion einer Tanne geschieht in Mai und Juni durch eine Basidiospore. Der Pilz ist dann langfristig und systematisch im Baum vorzufinden. Im Folgejahr treten hormonell induziert am infizierten Ast an einem verdickten Abschnitt aufrecht wachsende, dicht verzweigte Triebe mit eng stehenden kleinen gelblich-grünen weichen Nadeln auf (Hexenbesen). Im Sommer erscheinen an der Unterseite der Nadeln orange-gelbliche Sporenlager des Erregers, welche dann auf dem Dikaryontenwirt keimen. Die Nadeln des Hexenbesens fallen bereits im Herbst ab, jedoch werden an den Nadeln des darauffolgenden Jahres abermals Aecidien gebildet. An Hexenbesen finden sich somit nur Nadeln eines Jahrgangs. Das massenhafte Auftreten von Hexenbesen kann hin und wieder den Tod einer Tanne dadurch bedingen, dass die Nadeln an ihnen frostempfindlich sind und deshalb gelegentlich frühzeitig absterben.
Wenn der Krebs am Stamm auftritt und dieser sich abschnittsweise immer weiter krankhaft verdickt, wird die Rinde dort zunehmend rissiger und durchlässiger für andere, oft pilzliche Krankheitserreger wie den Tannenfeuerschwamm (Phellinus hartgii), der Weißfäule verursacht (Sekundärinfektion). Der Tannenkrebs stellt somit eine Stammentwertung dar. In Mitteleuropa sind 2 bis 15 % aller Tannen von Melampsorella caryophyllacearum infiziert.
Infiziert werden als Haplontenwirte nicht nur Weißtannen, sondern auch Nordmann-, Edel-, Kolorado-, Pracht- und Veitchs Tannen. Begünstigend wirken feuchte edaphische und klimatische Bedingungen.

## Gegenmaßnahmen
Aus forstwirtschaftlicher Sicht empfiehlt sich die frühzeitige Entnahme der erkrankten Individuen. Hexenbesen bergen die Gefahr, über viele Jahre hinweg als Infektionsquelle zur Erhaltung des Wirtswechsels zu dienen. Am Stamm infizierte Tannen werden durch den Pilz entwertet. Zuweilen wird bei noch jungen Kulturen auch zur Bekämpfung der Zwischenwirte und zum Entfernen der erkrankten Pflanzenteile geraten.

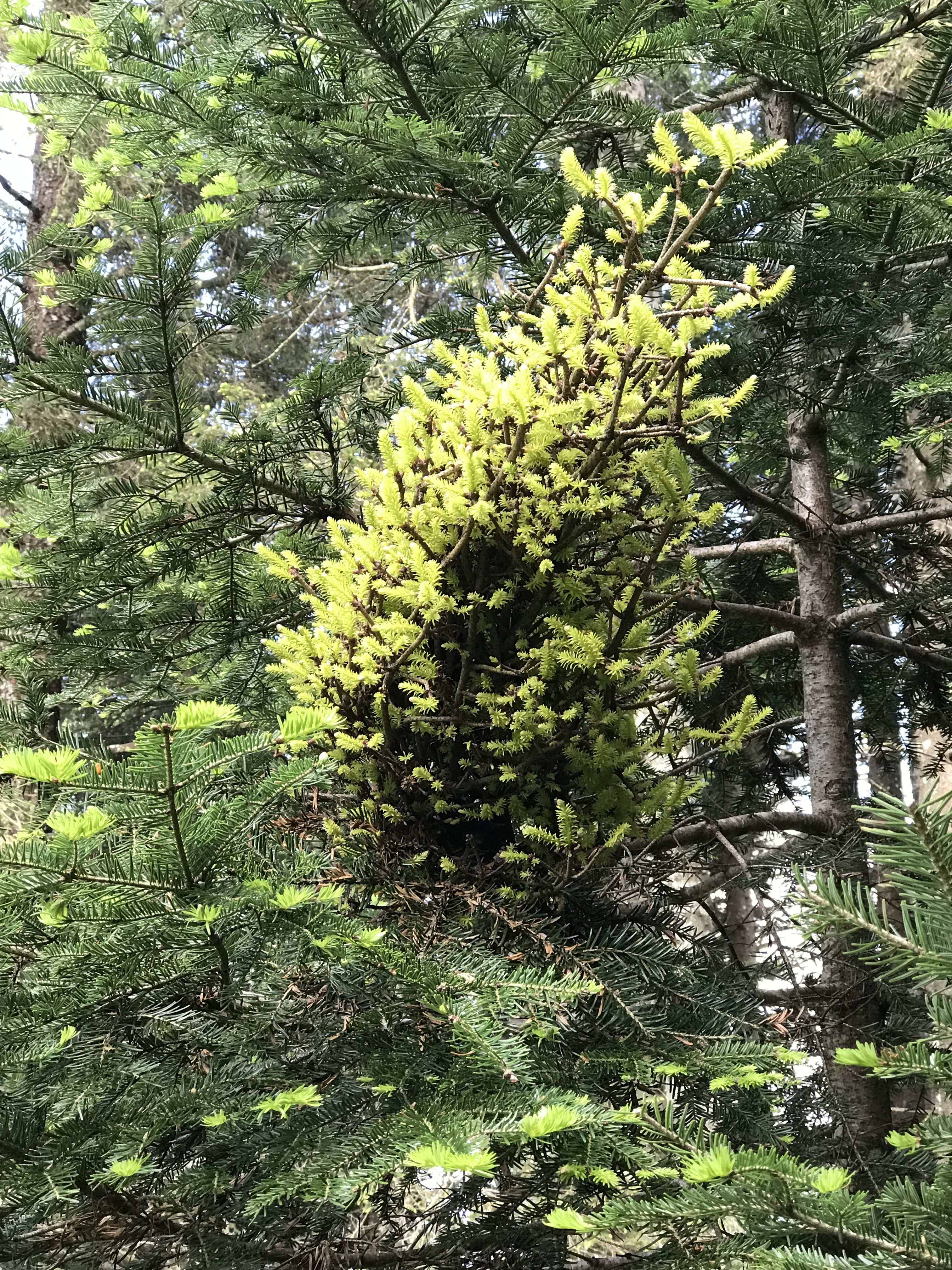
Melampsorella caryophyllacearum (Geäst)
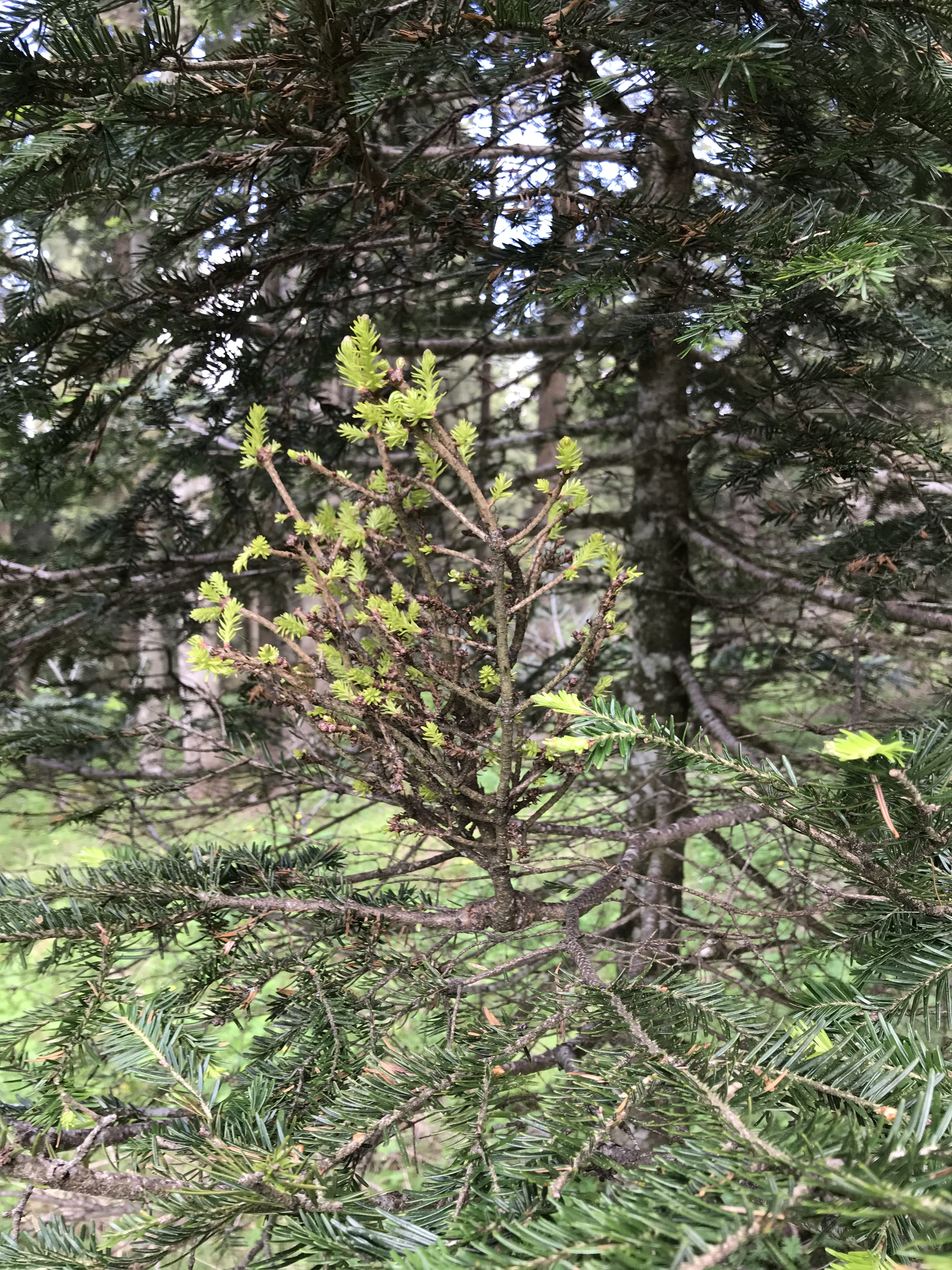
Melampsorella caryophyllacearum (Geäst)
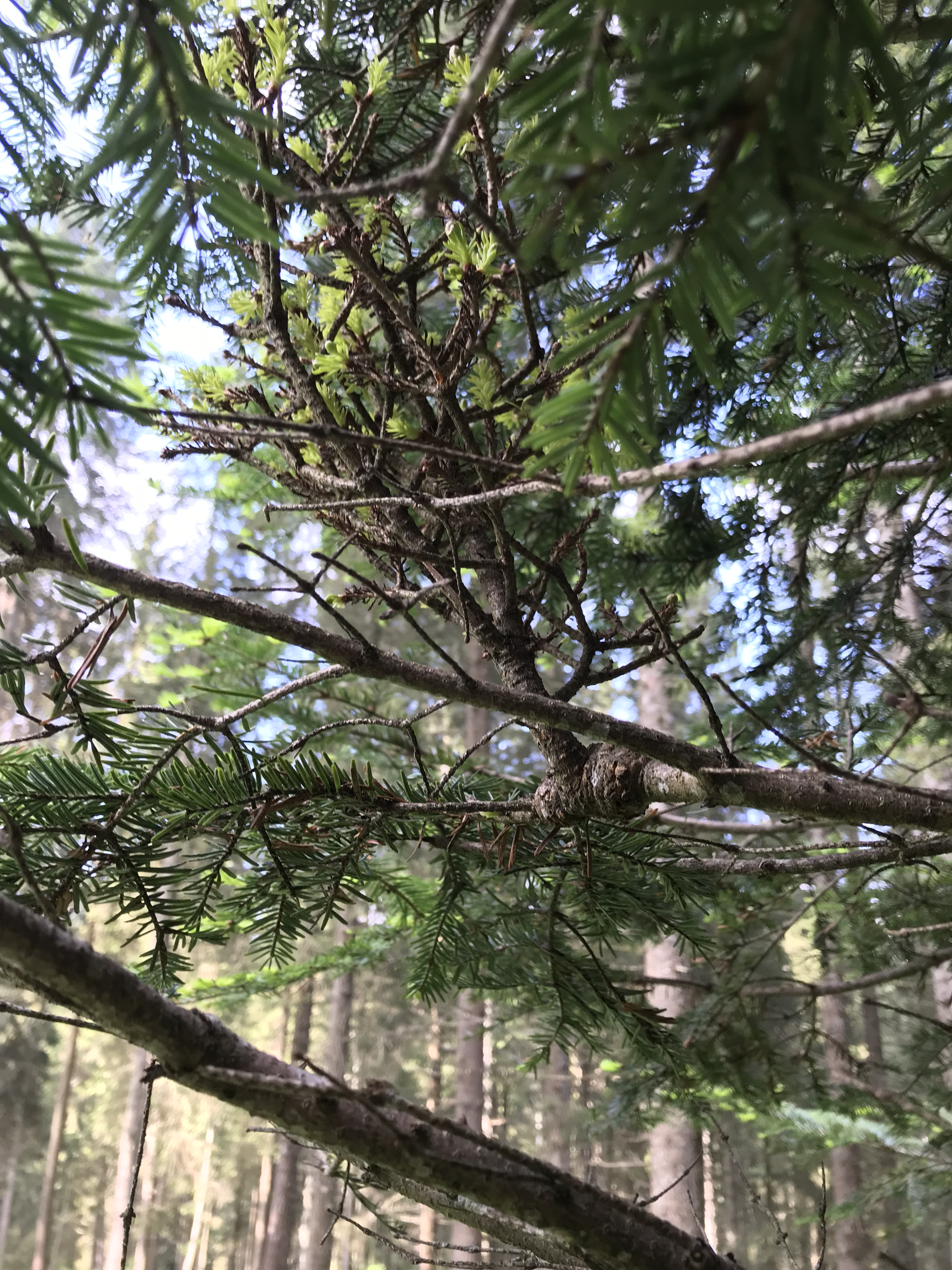
Melampsorella caryophyllacearum (Geäst)
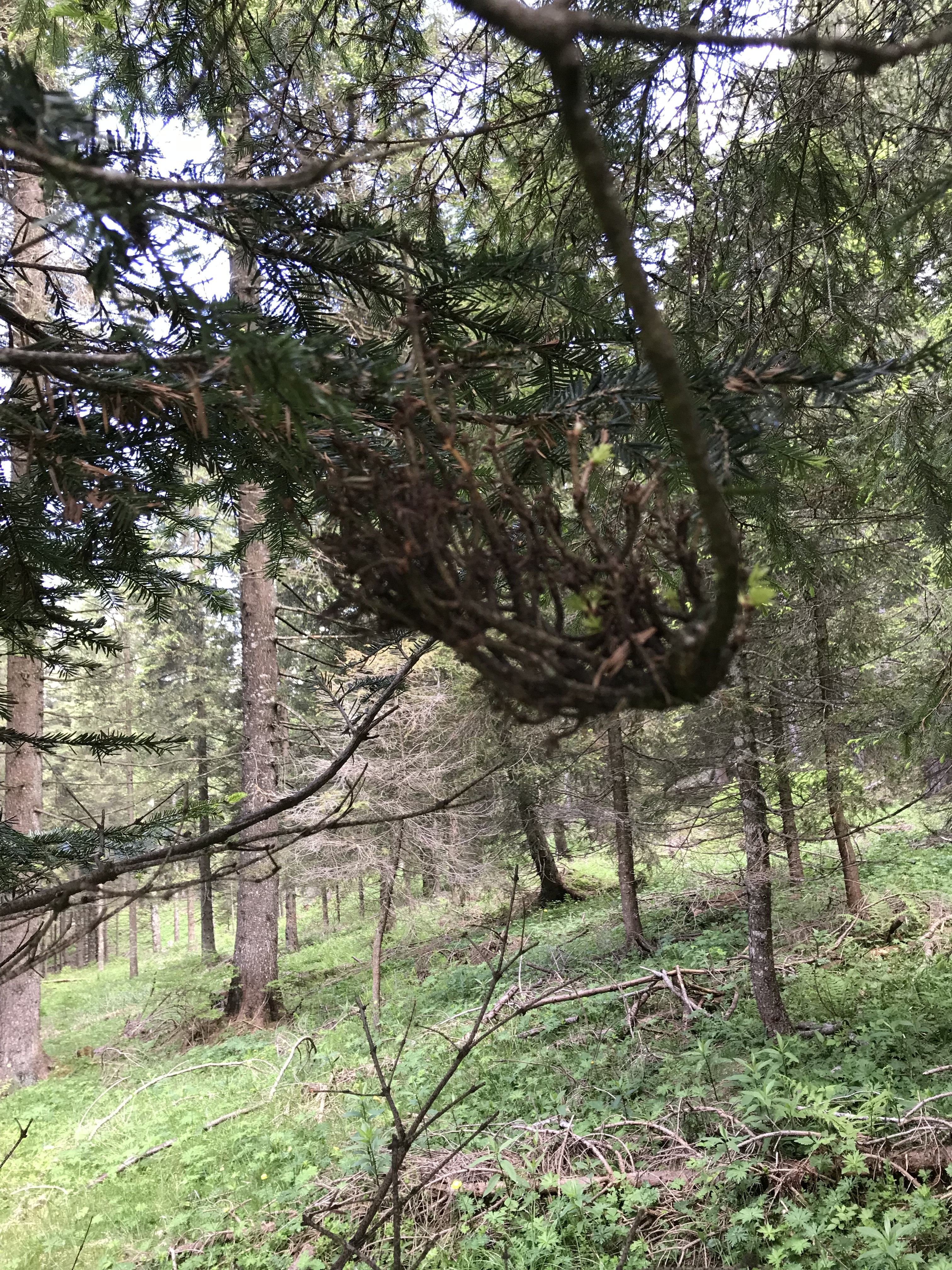
Melampsorella caryophyllacearum (Geäst)
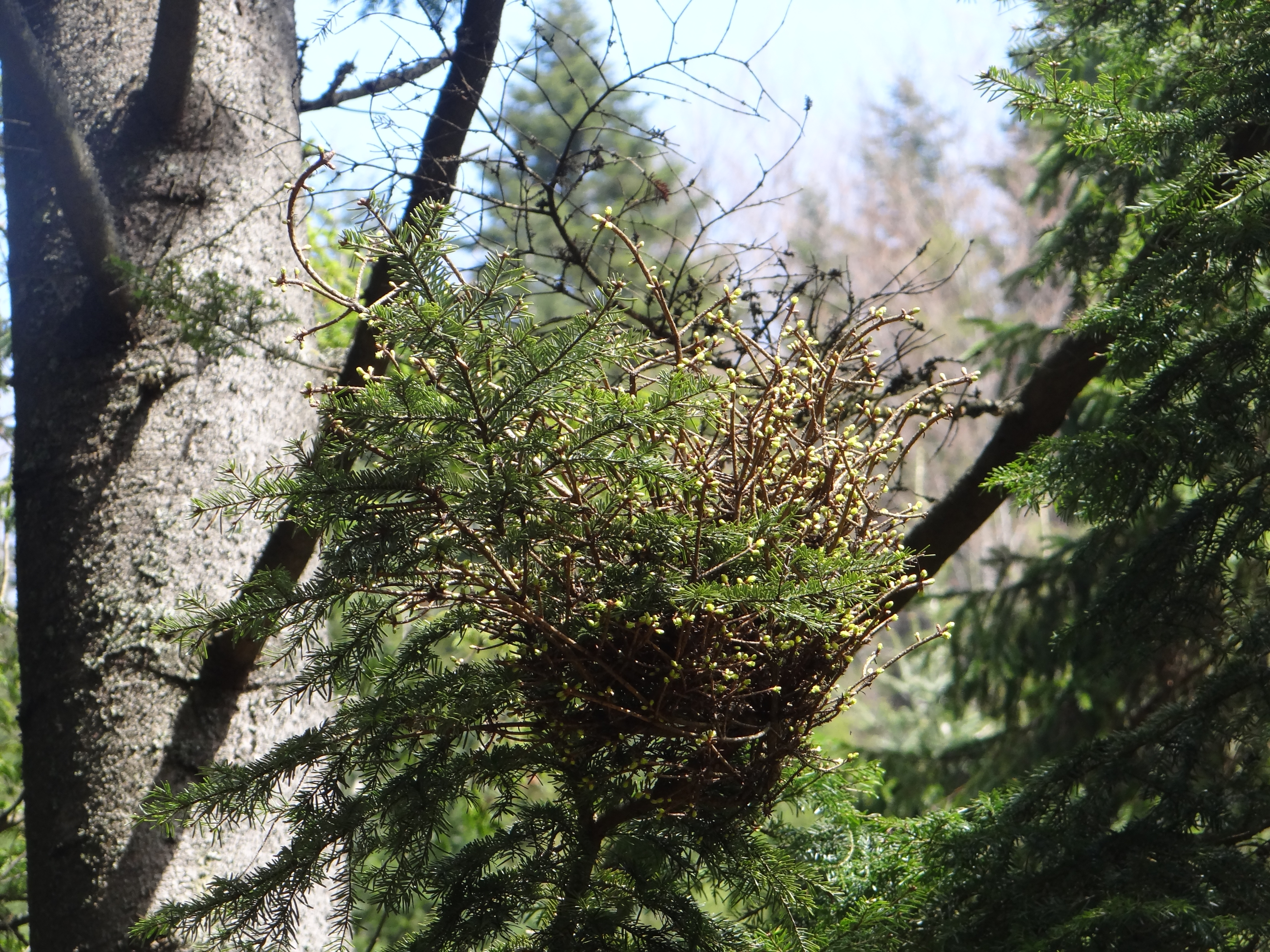
Melampsorella caryophyllacearum (Geäst)
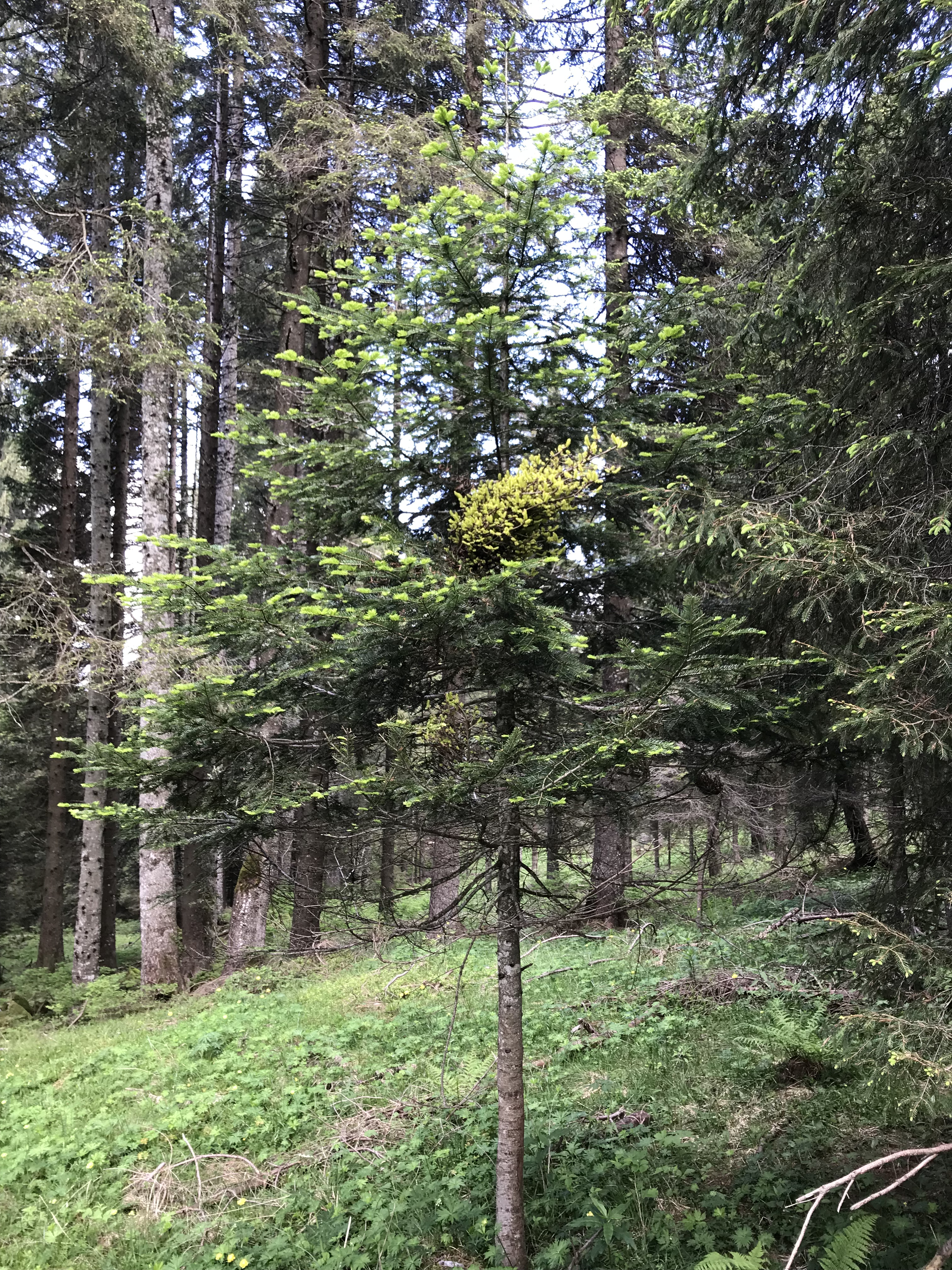
Melampsorella caryophyllacearum (junge Weißtanne)
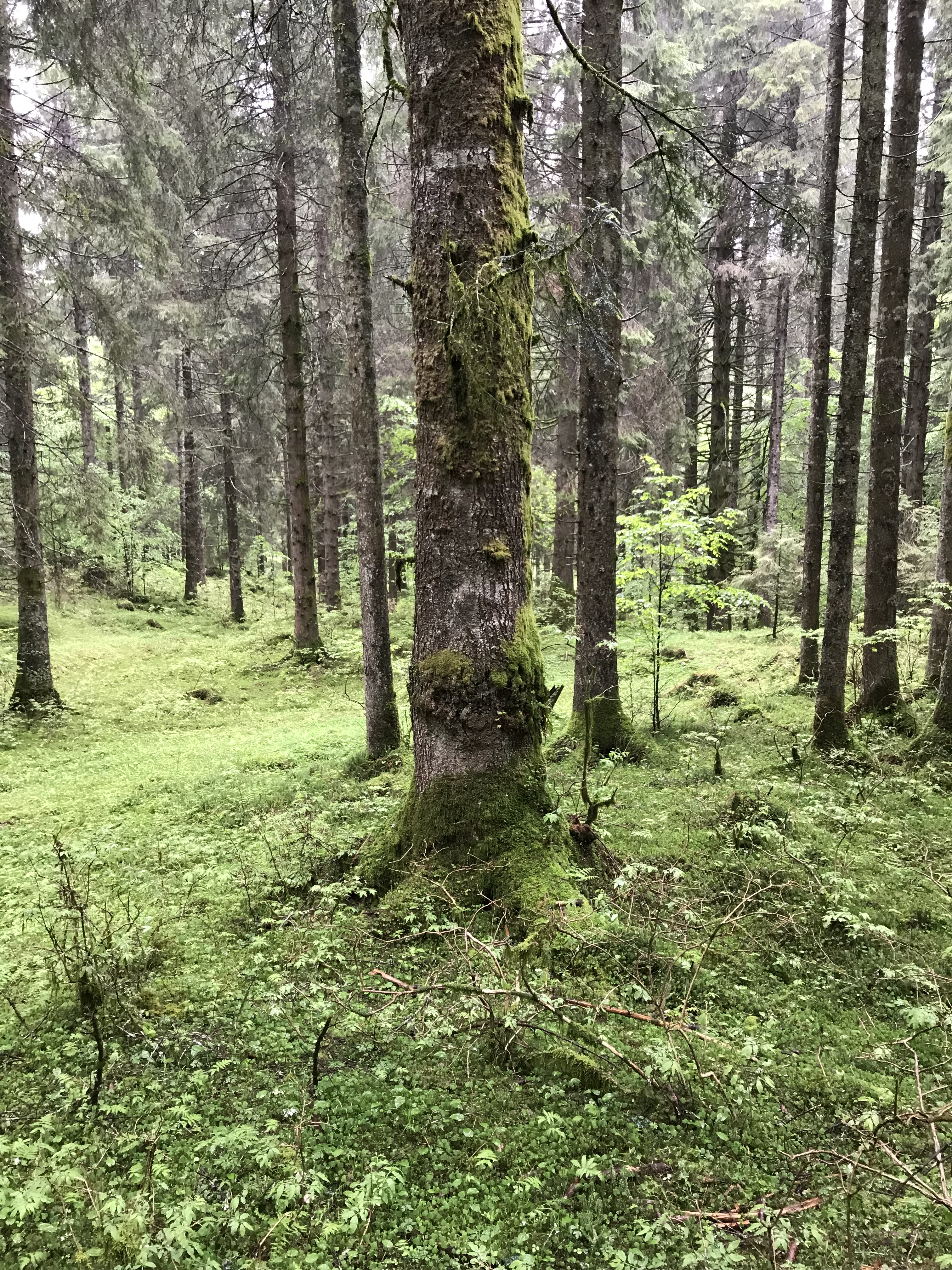
Melampsorella caryophyllacearum (Stamm)